# Tabula rasa
Tabula rasa (на бълг. чиста дъска, произн. табула раза или раса) е латински израз, който се отнася до епистемологическата идея, че индивидите се раждат без вградено умствено съдържание и следователно всяко знание идва от опит или възприятие. Поддръжниците на tabula rasa обикновено не са съгласни с доктрината на вродените идеи, според която умът се ражда с вече определени знания.

## Философия
В западната философия концепцията tabula rasa може да бъде проследена от произведенията на Аристотел, който в своя трактат „Περί Ψυχῆς“ („За душата“) сравнява ума на новороденото с покритата с восък дъсчица за писане, ползвана в Древна Гърция, по която не е писано..
Идеята по-късно е развита в древногръцката философия от школата на стоиците. Стоическата епистемология подчертава, че в началото умът е гладък или празен, но придобива знание от външния свят.
През XI век теорията е развита по-подробно от персийския философ Авицена. Той твърди, че „при раждане човешкият интелект прилича на tabula rasa – непокътнат потенциал, който се реализира чрез обучение“, а знанието се получава чрез „емпирично опознаване на света, при което се усвояват универсални концепции“, след което се доразвива чрез „силогичен метод на разсъждение – наблюденията водят до изказване на предположения, които при натрупване водят до нови усвоени концепции“. Той освен това твърди, че всеки интелект „има нива на развитие от началния, статичен интелект и потенциално може да придобие знания до активен интелект, състоянието на човешкия интелект в съчетание с идеалния източник на знание.“
През XII век андалуско-ислямският философ и писател Ибн Туфайл, известен като Абу Бакер, демонстрира теорията за табула раза като мисловен експеримент чрез своя арабски философски роман „Хайи ибн Якзан“, в който описва развитието на ума на едно диво дете „от табула раза до това на възрастен, в пълна изолация от обществото“ на пустинен остров. През тринадесети век св. Тома Аквински води аристотеловите и авицейски възгледи на преден план на християнската мисъл. Тези представи рязко контрастират с предишните платонични понятия на човешкия ум като предшестваща единица някъде в небесата, преди да бъде изпратен долу, за да се присъедини към тяло на Земята (вижте „Федон“ на Платон). Св. Бонавентура (също от тринадесети век) е един от най-силните интелектуални противници на Аквински, предлагайки някои от най-силните аргументи към платоническата идея на ума.